# Manilkara dawei
Manilkara dawei är en tvåhjärtbladig växtart som först beskrevs av Otto Stapf, och fick sitt nu gällande namn av Emilio Chiovenda. Manilkara dawei ingår i släktet Manilkara och familjen Sapotaceae. Inga underarter finns listade i Catalogue of Life.